# McDowell Valley AVA
McDowell Valley AVA (anerkannt seit 27. Februar 1981) ist ein Weinbaugebiet im US-Bundesstaat Kalifornien. Das Gebiet liegt im Verwaltungsgebiet Mendocino County. Das Weinbaugebiet mit geschützter Herkunftsbezeichnung liegt in Hanglage oberhalb des Russian River auf einer Höhe von etwa 350 m. Im Vergleich zum Umland ist das Klima kühler und ermöglicht somit einen gewerblichen Weinbau. Es gibt nur ein einziges Weingut innerhalb des Weinbaugebiets, die McDowell Valley Winery. Die restlichen Reben werden von Gütern außerhalb des Herkunftsgebiets verarbeitet.